# Josef Šváb-Malostranský
Josef Šváb-Malostranský (ur. 1860, zm. 1932) – czeski aktor komediowy, producent, scenarzysta i reżyser filmowy. Pierwszy czeski aktor filmowy. 
Zanim zajął się filmem pracował w księgarni, zajmował się też wydawaniem pocztówek oraz piosenek, a także występowaniem w kawiarniach. Był pierwszym Czechem, który użył fonografu Thomasa Edisona – zaśpiewał do niego w 1891 roku w Pradze na wystawie jubileuszowej. W 1898 roku zgłosił się do czeskiego pioniera kina, Jana Kříženeckýego, poszukującego aktorów do swoich pierwszych filmów. Zagrał w jego trzech komediach: Sprzedawcy parówek i rozlepiaczu plakatów (Výstavní párkař a lepič plakátů, 1898), Udaremnionych zalotach (Dostaveníčko ve mlýnici, 1898) oraz Śmiechu i płaczu (Smích a pláč, 1898), co uczyniło z niego pierwszego czeskiego aktora filmowego. Filmy te zostały zaprezentowane publiczności po raz pierwszy w Pradze w czerwcu 1898 roku. W późniejszych latach związał się z wytwórnią Kinofa. Nakręcił też własne filmy, m.in. Pięć zmysłów człowieka (Pět smyslů člověka) w 1913 oraz Żywe trupy (Živé mrtvoly) w 1921.